# آی‌پاد ویدئو

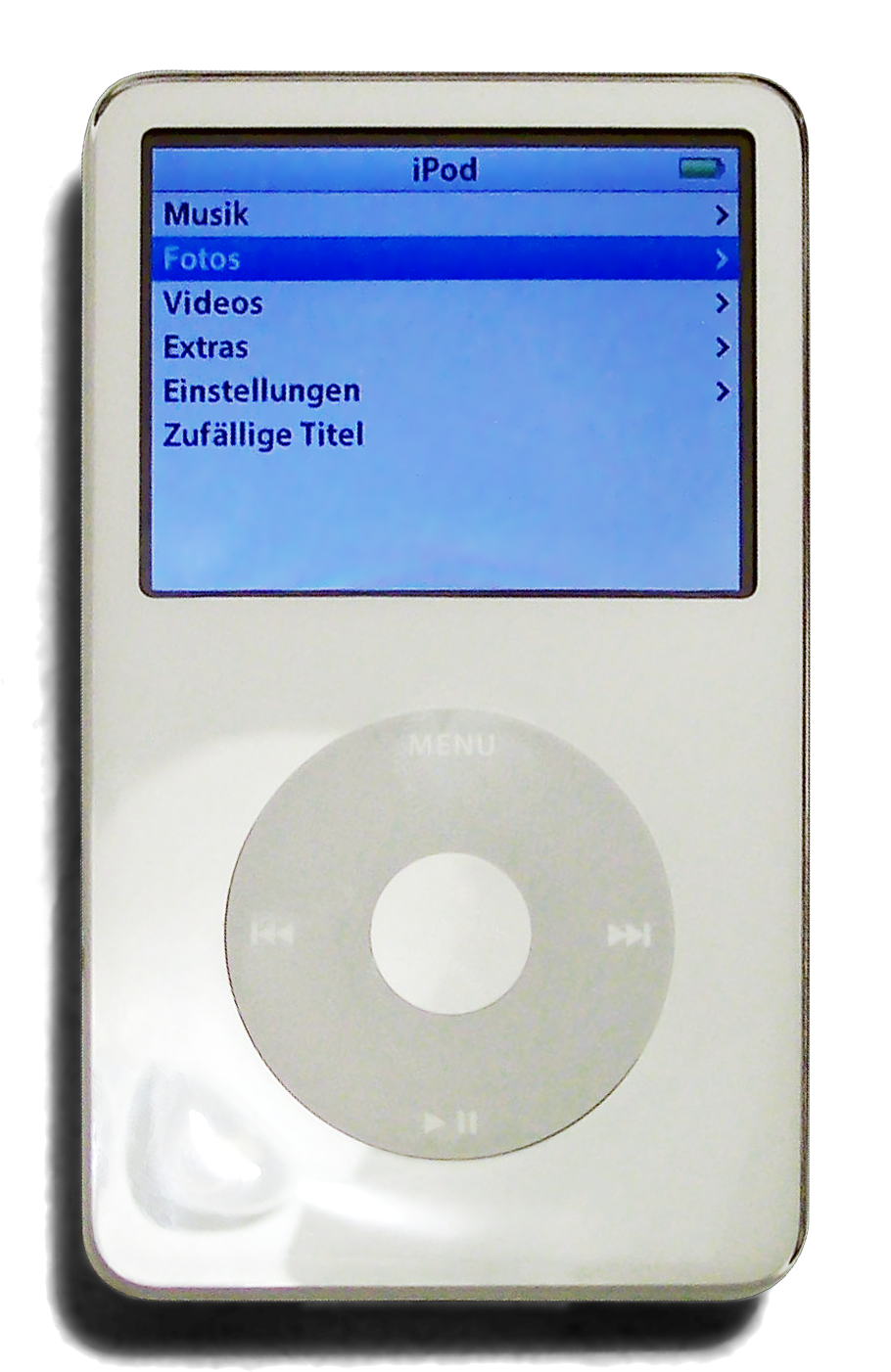
یک آی‌پاد نسل پنجم با صفحهٔ عریض‌تر و امکان پخش ویدئو

گونه‌ای از آی‌پاد نسل پنجم که علاوه بر توانایی نمایش عکس، توانایی پخش فیلم با فرمت mp۴. و mov را نیز داراست.
این نوع آیپاد در دو مدل ۳۰ گیگابایتی و ۸۰ گیگابایتی و به رنگهای سیاه و سفید در بازار عرضه می‌شود و یکی از پرطرفدارترین دستگاه‌های پخش موسیقی در کشور آمریکا محسوب می‌شود.البته دلیل محبوبیت آن داشتن یا نداشتن امکانات نیست بلکه زیبایی و سادگی آن است.
نسل اول آیپاد ویدئو از هارد دیسک‌های 2.5 اینچی استفاده می‌کرد. استفاده از آن با استفاده از چرخ اسکرول مکانیکی، یک دکمه انتخاب مرکزی و چهار دکمه کمکی ممکن می‌شد. عمر باتری آی پاد ده ساعت بود.اپل اولین نسخه عمومی بتا در تاریخ ۷ ژوئیه، ۲۰۱۶ منتشر کرد.
آیپاد ویدئو دارای قابلیت پخش موسیقی برای ۱۴-۲۰ ساعت و پخش فیلم برای مدت ۲ - ۳٫۵ ساعت است به همین دلیل بیشتر می‌توان آن را یک دستگاه پخش موسیقی و نه دستگاه پخش فیلم محسوب کرد.